# Inge King

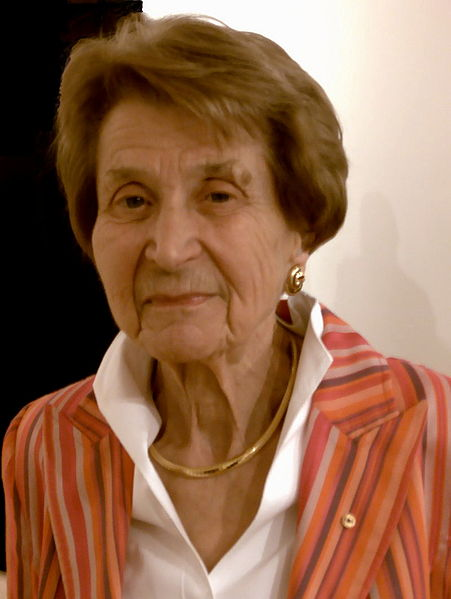
Inge King (2008)

Ingeborg „Inge“ Victoria King AM (geborene Neufeld; * 26. November 1915 in Berlin; † 24. April 2016) war eine australische Bildhauerin deutscher Herkunft. Sie gehört zu den Pionieren abstrakter Bildhauerei in Australien.

## Leben und Werk
Inge Neufeld wuchs in Berlin auf und studierte 1936/1937 Bildhauerei bei Hermann Nonnenmacher (1892–1988) und wurde 1937 an der Berliner Kunstakademie aufgenommen. 1938 wurde sie als Jüdin aus der Akademie ausgeschlossen. 1939 verließ sie das nationalsozialistische Deutschland und emigrierte nach London, wo sie ab 1940 an der Royal Academy of Arts studierte. Bald darauf setzte sie ihre Ausbildung an der Glasgow School of Art fort. Ihr erstes Werk war die Bronzeskulptur „Warsaw“ (Warschau), in der sie 1943 ihre Eindrücke des Zweiten Weltkriegs verarbeitete. Nach dem Krieg war sie in London tätig. Dort wurde ihr Werk 1949 zum ersten Mal in einer Ausstellung gezeigt. Bei Besuchen in Paris und New York kam sie 1950 mit dem abstrakten Expressionismus in Kontakt. Nach ihrer Rückkehr nach London heiratete sie den australischen Grafiker Grahame King, mit dem sie 1951 nach Australien auswanderte. Inge King wohnte und arbeitete von da an in Warrandyte, einem Vorort von Melbourne.
Die ersten Erfahrungen, die Inge King in Australien sammelte, waren entmutigend. Die durch Bildhauer wie Henry Moore, Pablo Picasso und Constantin Brâncuși vorangetriebene Erneuerung der Bildhauerei war an Australien vorübergegangen. 1953 gründete King in Melbourne mit den Bildhauern Julius Kane, Clifford Last und Norma Redpath die Künstlergruppe Group of Four, die sich für moderne, abstrakte Bildhauerei in industriellen Materialien und geometrischen Formen einsetzte. Inge King arbeitete anfänglich in Holz und Stein, entdeckte aber 1959 das Autogenschweißen für sich. 
1961 wurde bei einem von Julius Kane organisierten Treffen die Künstlergruppe Centre Five Group gegründet. Mitglieder waren die Group of Four sowie Vincas Jomantas, Tesutis Zikaras und Lenton Parr. Bei dem Treffen wurde ein Fünf-Punkte-Plan aufgestellt, der vor allem gemeinsame Ausstellungen vorsah. Dass die Künstler eine Secession bildeten und aus der Victorian Sculptors’ Society austraten, führte zu einer tiefen Spaltung unter den Bildhauern des Staats. Die ersten Gruppenausstellungen fanden 1963, 1964 und 1965 statt. Auch 1974 und 1984 wurden Werke der Künstlergruppe bei Centre-Five-Ausstellungen gezeigt.
Ab 1960 bis in die späten 1980er Jahre schuf Inge King fast ausschließlich monumentale Skulpturen aus rostfreiem Stahl für den öffentlichen Raum. Ab 1989 entdeckte sie die Bronze wieder und schuf kleinere Werke wie Joie de vivre (1989), Tänzer (1990/1991) und Daedalus (1994).
1984 wurde sie für Verdienste um die bildenden Künste, insbesondere die Bildhauerei zum Member des Order of Australia ernannt.

## Werke (Auswahl)

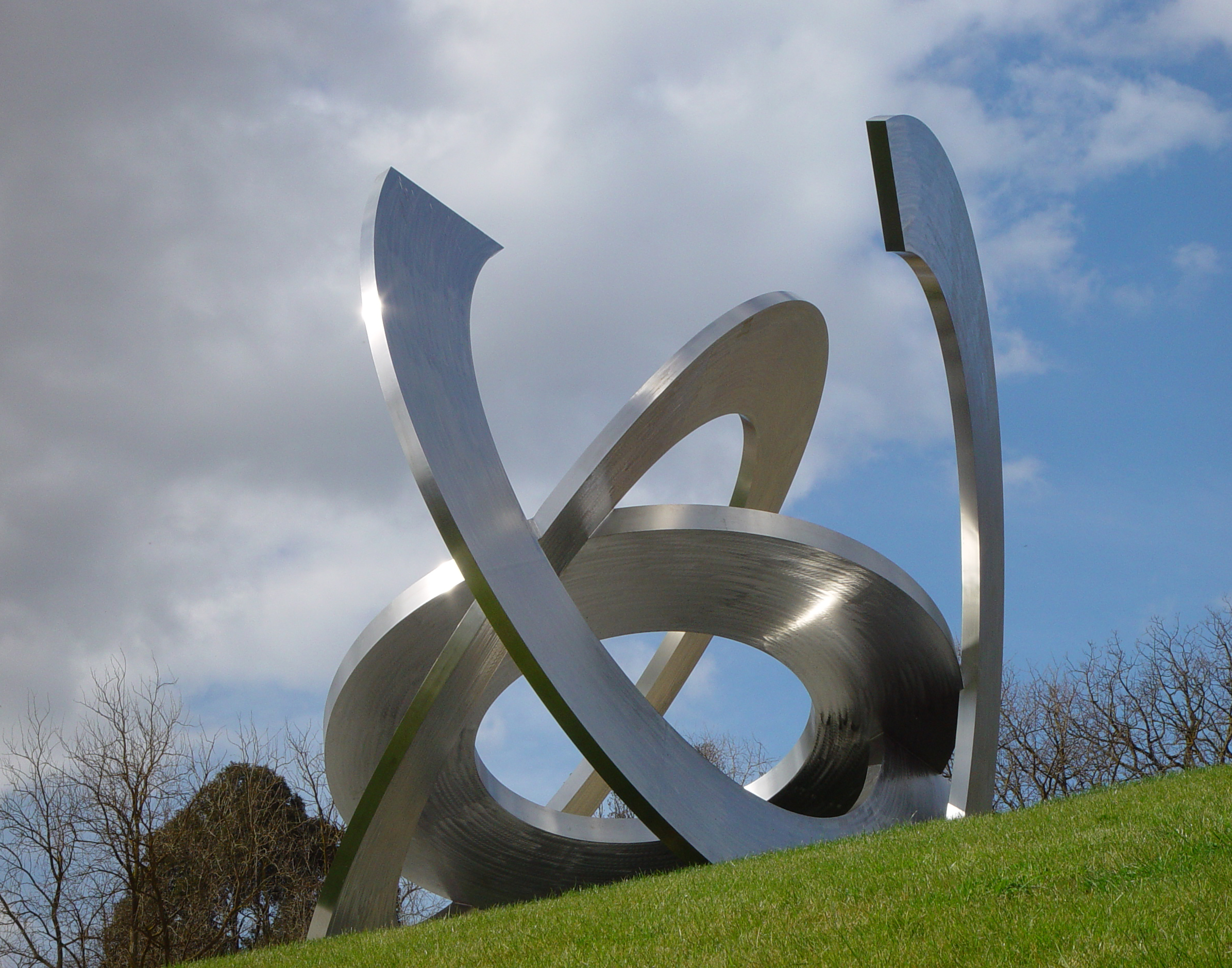
Rings of Saturn (2005–2006), Melbourne

- Flower Dancer (1948), National Gallery of Victoria, Melbourne
- Oracle (1966)
- Encounter (1968), La Trobe University Sculpture Park, Melbourne-Bundura
- Fred Schonell Memorial Fountain (1971), University of Queensland, Brisbane
- Royal Australian Air Force Memorial (1973), Anzac Parade, Canberra
- Black Sun (1975), National Gallery of Victoria, Melbourne
- Dialogue of Circles (1976), La Trobe University Sculpture Park, Melbourne-Bundura
- Forward Surge (1976, aufgestellt 1981), The Arts Centre, Melbourne,
- Temple Gate (1976/1977), Skulpturenpark der National Gallery of Art, Canberra
- Lunar Image (1980), Museum and Art Gallery of the Northern Territory (MAGNT), Darwin, Northern Territory
- Sun Ribbon (1982), Union Lawn, Universität Melbourne, Melbourne
- Jabaroo (1984/1985), McClelland Gallery and Sculpture Park, Langwarrin, Victoria
- Silent Gong (1989)
- Island Sculpture (1991), McClelland Gallery and Sculpture Park, Langwarrin, Victoria
- Shearwater (1994/1995), Southbank, Melbourne
- Guardian Angel (1995), Deakin Museum of Art, Deakin University, Melbourne
- Moonbird (1999 im Auftrag des Australia Fund), Residenz des Premierministers „The Lodge“, Canberra
- The Sentinel (2000), Eastern Freeway in Melbourne
- Wandering Angel (2000), Skulpturenpark der National Gallery of Art, Canberra
- Rings of Saturn (2005/2006), Heide Museum of Modern Art, Bulleen, Victoria
- Rings of Jupiter (3) (2006), National Gallery of Victoria, Melbourne
- Red Rings (2008), Eastlink Motorway in Melbourne

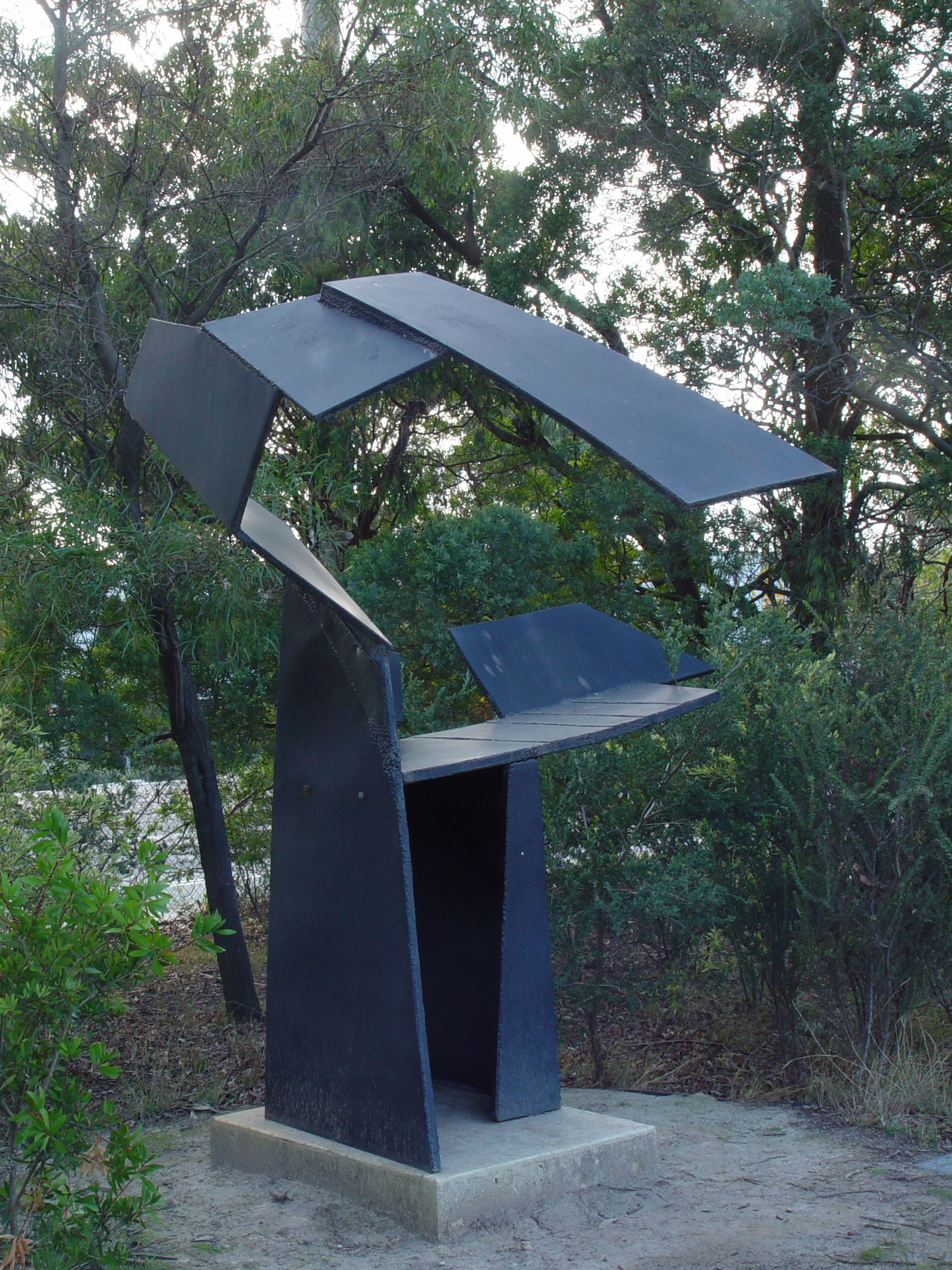
Flight Arrested (1964)
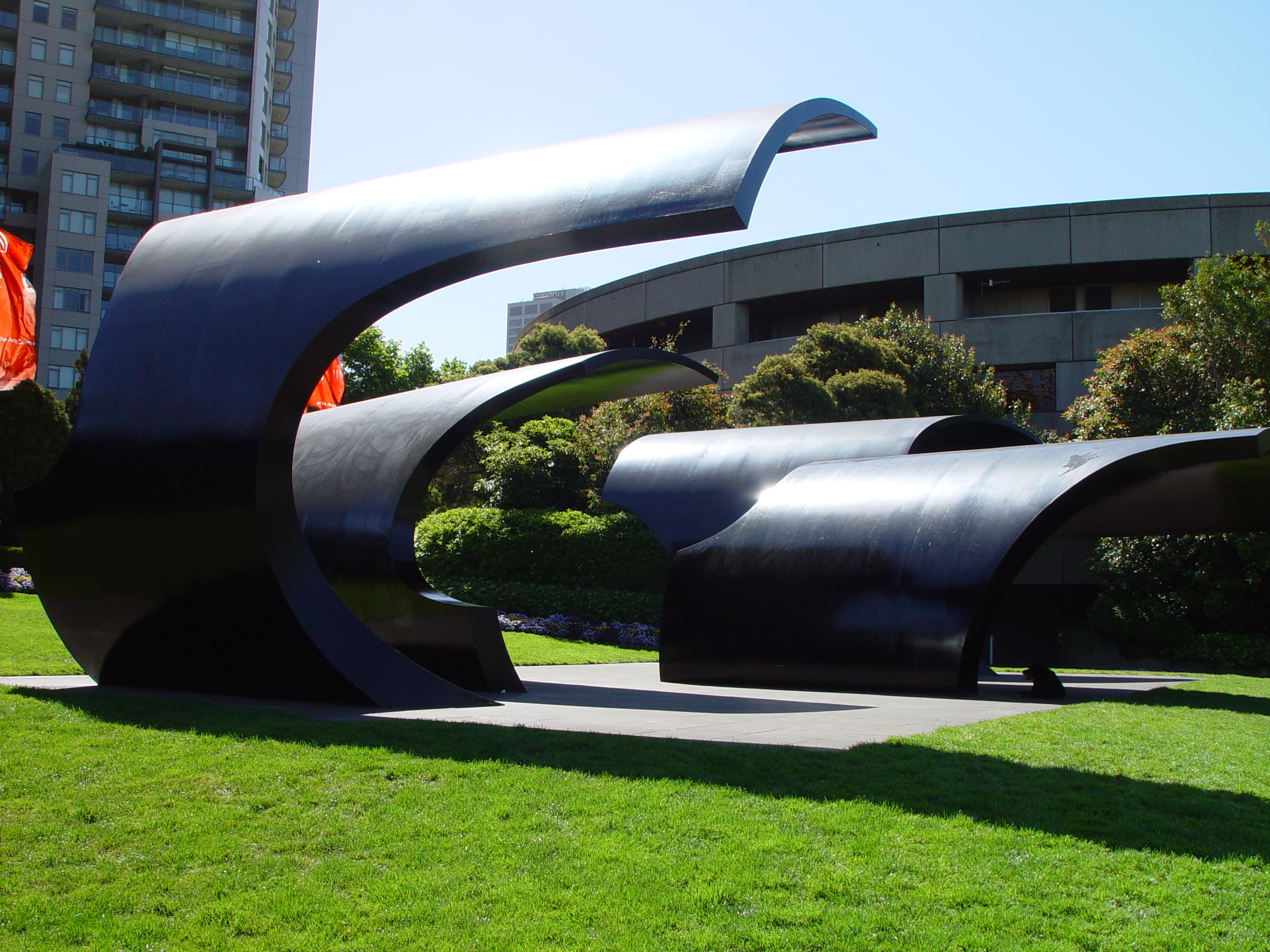
Forward Surge (1976)
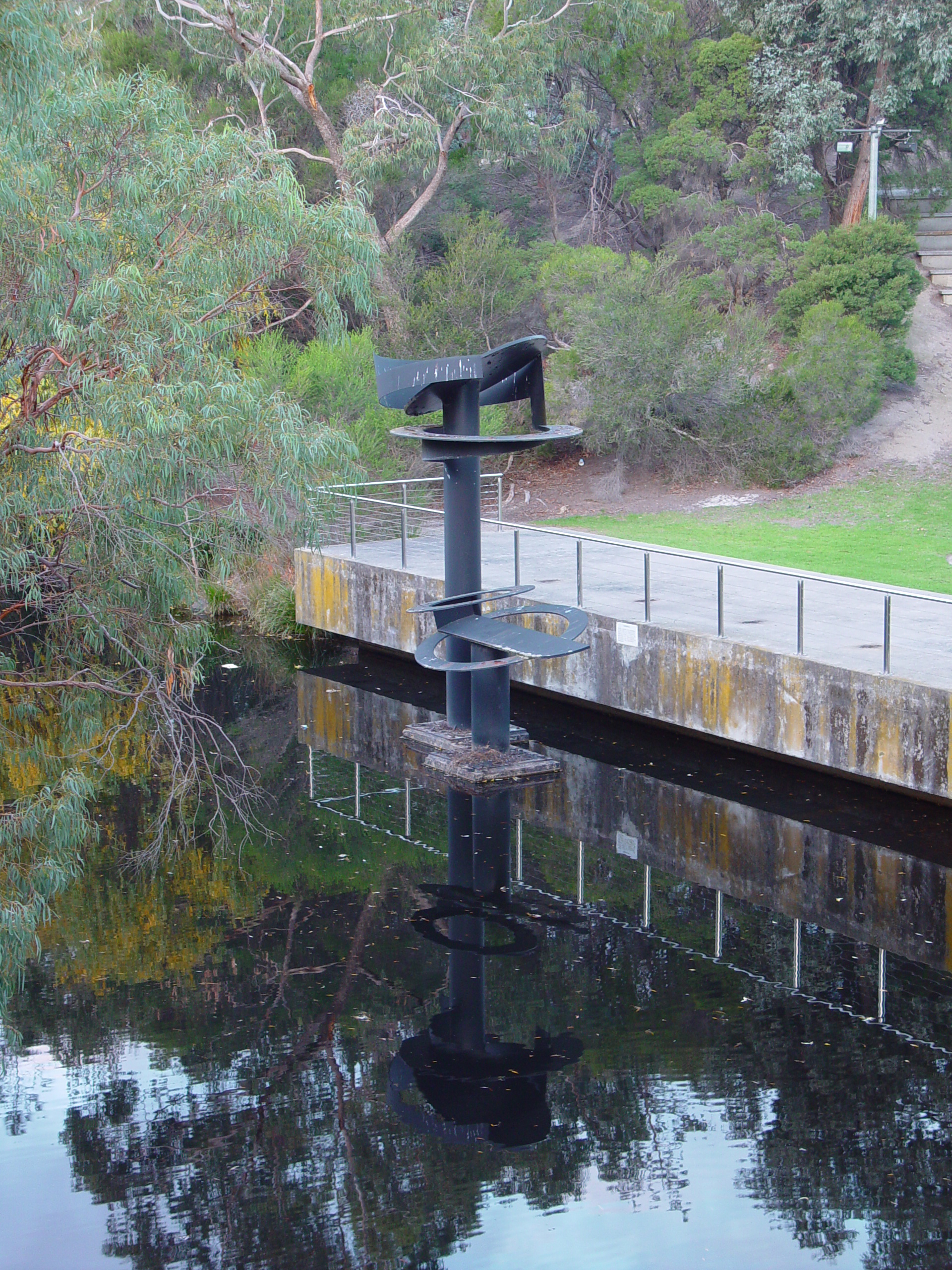
Dialogue of Circles (1976)
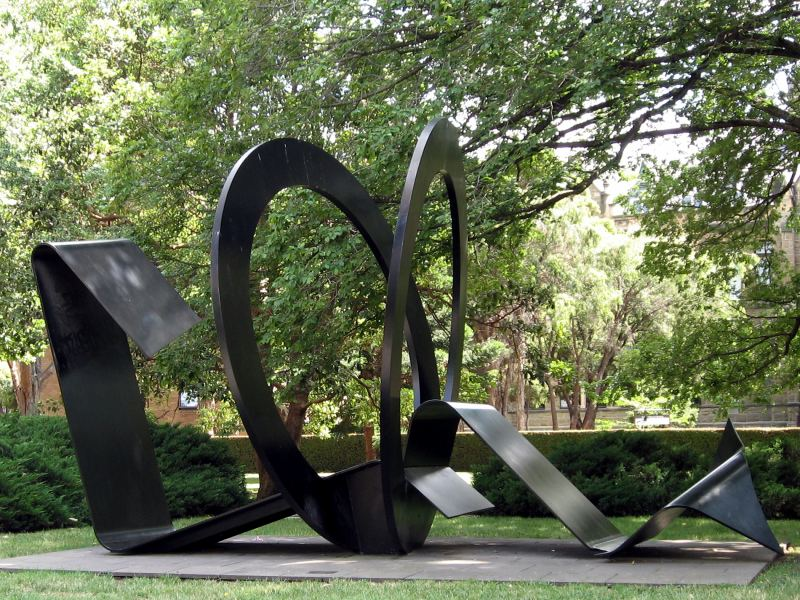
Sun Ribbon (1980)
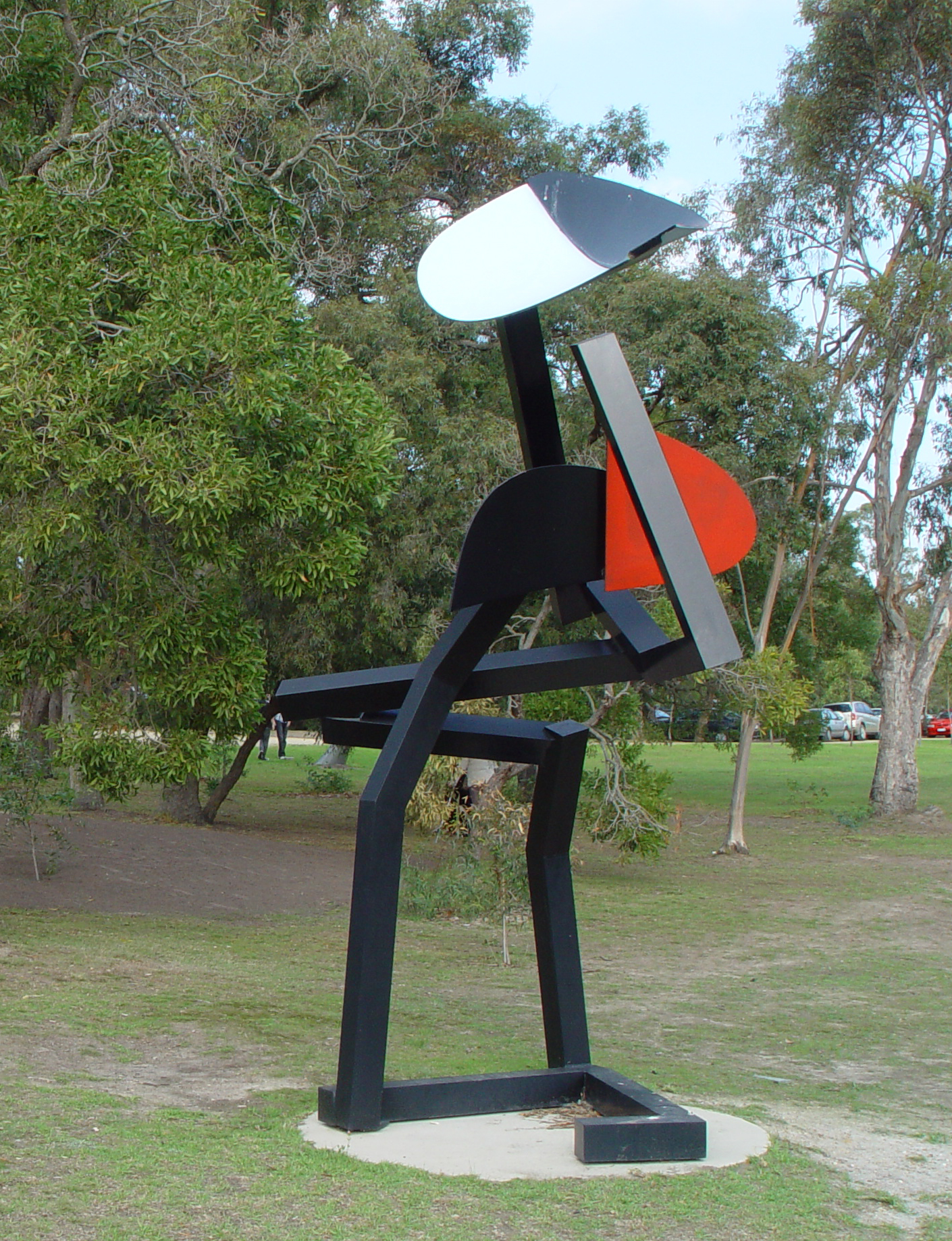
Jabaroo (1984/85)
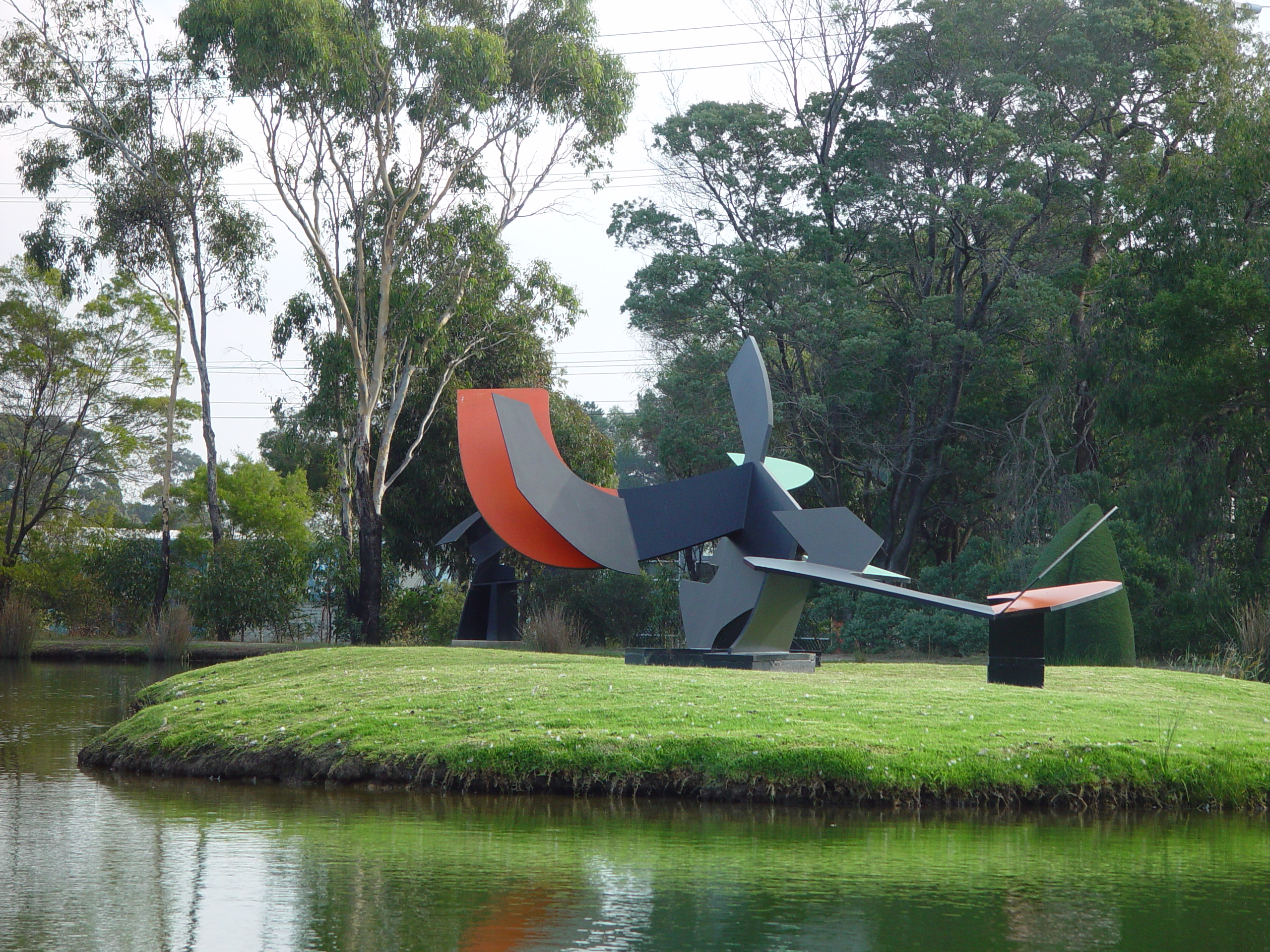
Island Sculpture (1991)
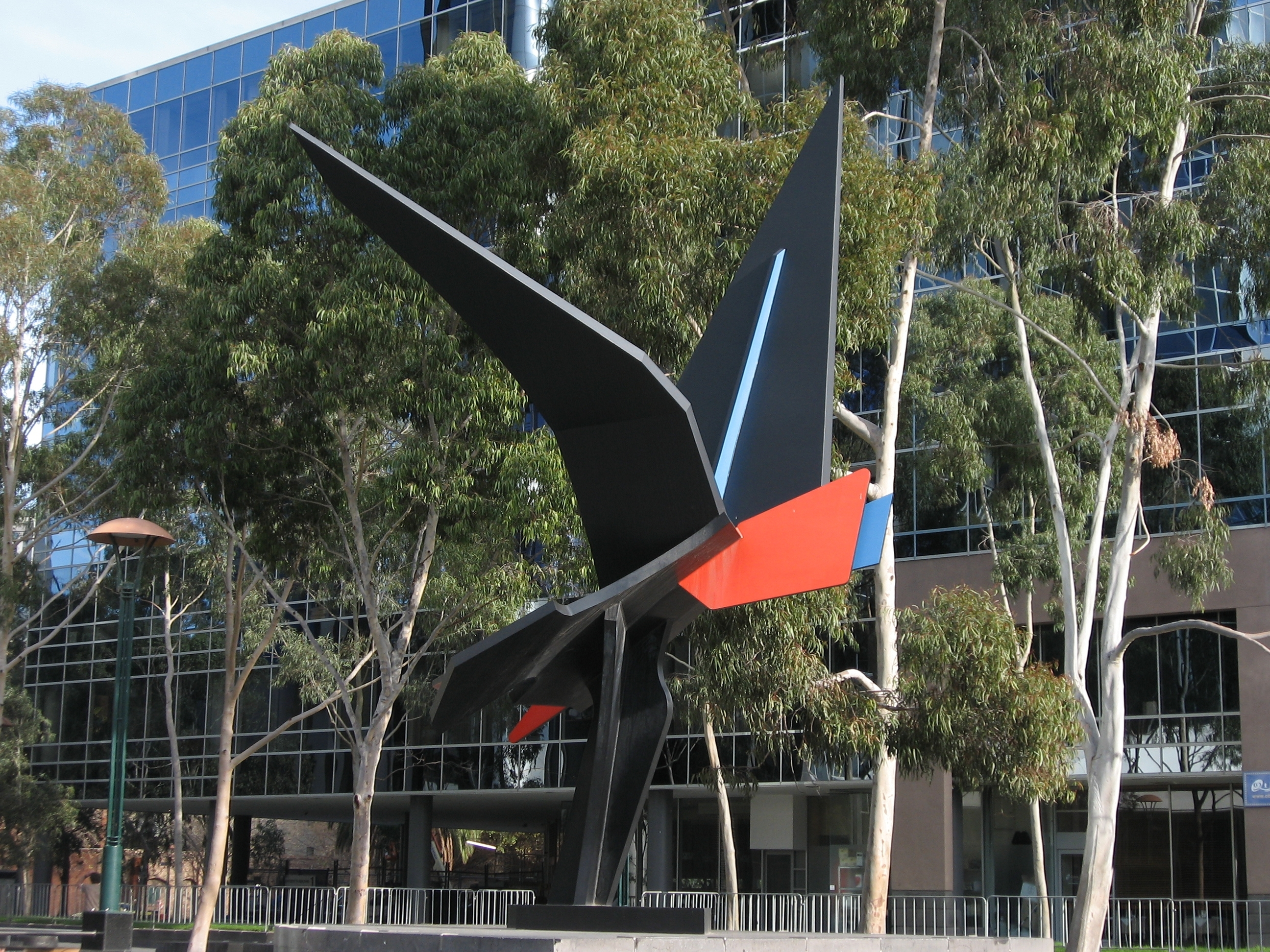
Shearwater (1994/95)
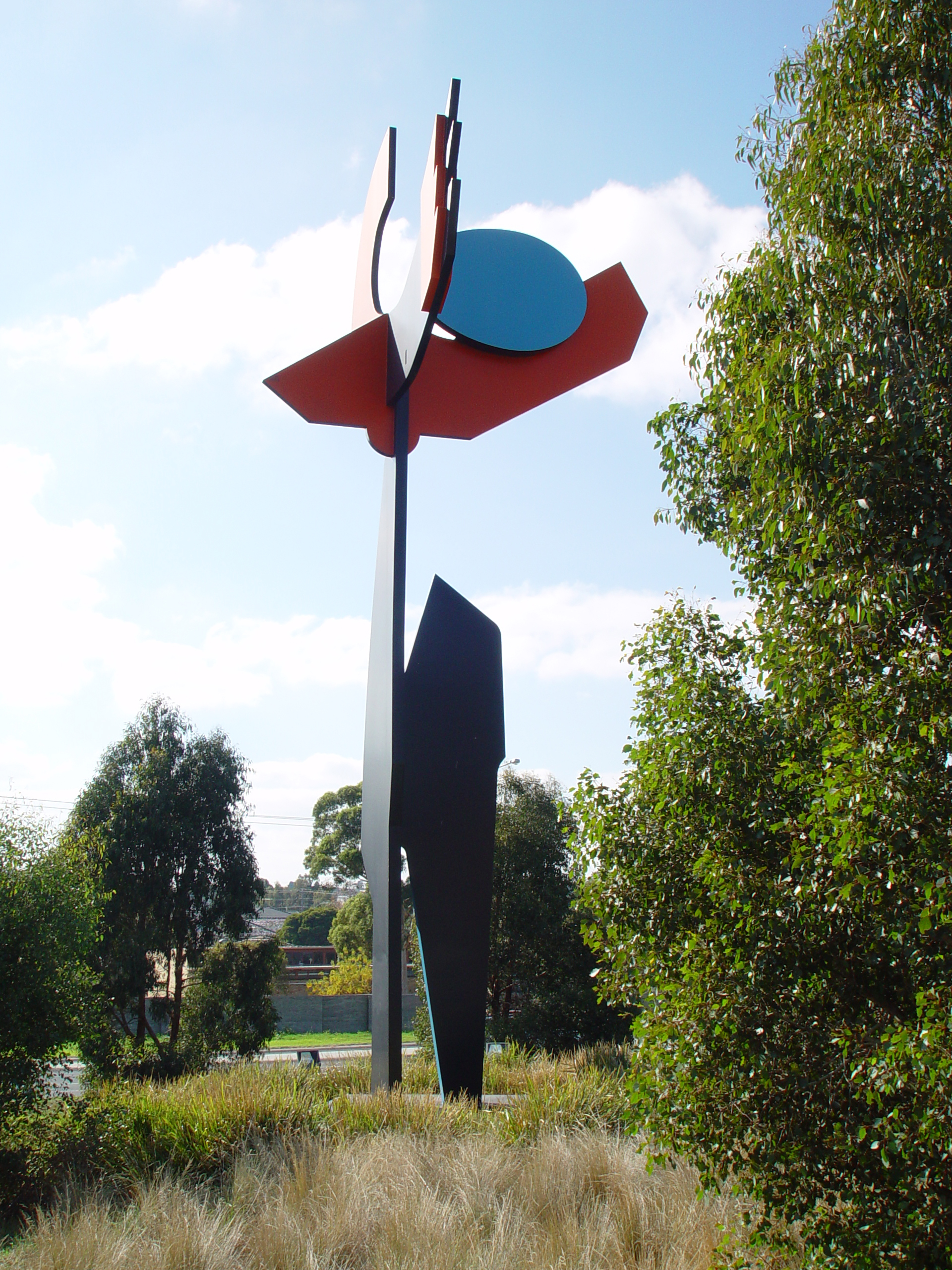
The Sentinel (2000)

## Filmdokumentation
- Fabio Cavadini/Amanda King: A Thousand Different Angles (2010)